# Alhur Alkulaif
Alhur Alkulaif, né le 1er mai 2004,, est un coureur  cycliste saoudien.

## Biographie
En 2022, Alhur Alkulaif termine huitième de la course en ligne juniors aux championnats arabes de cyclisme. L'année suivante, il représente son pays natal aux Jeux panarabes, organisés en Algérie. Il est également sélectionné en équipe nationale pour participer à l'édition 2024 de l'AlUla Tour. 
Lors de la saison 2025, il devient champion d'Arabie saoudite sur route, sous les couleurs d'un club d'Al-Hassa. 

## Palmarès
- 2025
  -  Champion d'Arabie saoudite sur route